# کن‌کن فرانسوی
کن‌کن فرانسوی (انگلیسی: French Cancan) فیلمی در ژانر موزیکال به کارگردانی ژان رنوآر است که در سال ۱۹۵۴ منتشر شد.

## بازیگران
- ژان گابن
- ماریا فلیکس
- میشل پیکولی
- ادیت پیاف
- آندری کلوو
- کلود بری
- گستون مودو
- والنتینو
- فرانسوا آرنول
- ژان ریموند
- مارتین الکسیس
- فیلیپ کِـلِـه
- پیر دانکن
- رنه پاسکال
- رابرت توماس
- آنا آمندولا
- رنه-ژان شوفار
- پالمیر لواسور